# Jacques Hardion
Jacques Hardion (* 17. Oktober 1686 in Tours; † 2. Oktober 1766 in Versailles) war ein französischer Historiker, Übersetzer und königlicher Bibliothekar.
Hardion studierte zunächst in Tours und später in Paris am Collège de France alte Sprachen. Er war ein Protegé Turgots, der ihm eine Stelle bei dem Politiker Dupré de Saint-Maur vermittelte.
Nach seiner Anstellung als Bibliothekar in Versailles wurde er auch als Lehrer der Kinder Ludwigs XIV. beschäftigt, die er in Geschichte und Literatur unterrichtete.
1728 wurde er Mitglied der Académie des inscriptions et belles-lettres.
1730 wurde er auf Fauteuil 30 der Académie française als Nachfolger des Bischofs und Predigers Michel Poncet de La Rivière gewählt, sein Nachfolger war der Rhetoriker Antoine Léonard Thomas.

## Schriften
- Nouvelle histoire poétique, et deux traités abrégés: l’un de la poésie, l’autre de l’éloquence.  3 Bände. Paris 1751. Reprint Kessinger Publ. ISBN 978-1-104-35862-4 Volltext
- Histoire universelle sacrée et profane. 18 Bände. Paris: Desprez 1754–1765. Reprint Kessinter Publ. 2009. Volltext